# Churqui Cañada
Churqui Cañada es una localidad situada en el departamento Tulumba, provincia de Córdoba, Argentina.
Se encuentra situada a aproximadamente 140 km de la Ciudad de Córdoba, sobre el conocido Camino Real, que llegaba hasta el Alto Perú en épocas del Virreinato del Río de la Plata.

## Economía
La principal actividad económica es la agricultura seguida por la ganadería, aunque el turismo también tiene cierta relevancia por la cercanía de la localidad (8 km) a la reserva natural Cerro Colorado.
También existen en la zona algunas cabañas y estancias abiertas al turista.
La producción de productos regionales como alfajores, dulces caseros y conservas es también una actividad de importancia junto con la esxtracción de sal en las salinas cercanas.

## Población
Cuenta con 85 habitantes (Indec, 2022), lo que representa un incremento del 45% frente a los 48 habitantes (Indec, 2010) del censo anterior.
| Gráfica de evolución demográfica de Churqui Cañada entre 2001 y 2022 |
|                                                                      |
| Fuente: Censos nacionales del INDEC                                  |

- Datos: Q5768578